# Striptease (TV-program)
Striptease var ett granskande samhällsmagasin som sändes i SVT under perioden 9 oktober 1991 – 14 november 2000.
Initiativtagare och chef var Mikael Olsson Al Safandi.
Programmet utgjordes huvudsakligen av undersökande reportage byggda på grundlig research, driven gestaltning och hårt tesdrivande, vilket kunde leda till tuffa konfrontationer med makthavare. Okonventionella arbetsmetoder, såsom dold kamera, var vanliga och väckte ofta debatt. 
Första åren var Jens Orback programledare. Därefter blev programmet ett renodlat reportagemagasin, för att under de sista åren åter ledas av programledare.
Till profilerna hörde Janne Josefsson, vars reportage (ofta tillsammans med Hannes Råstam) väckte stor uppmärksamhet, exempelvis Fallet Osmo Vallo, för vilket Josefsson och Råstam 1998 fick Stora Journalistpriset. Andra uppmärksammade reportage som alla fått utnämnelsen Guldspaden: "Elisabeth" - hur psykvården misslyckats med en autistisk kvinna (Marianne Spanner), Svenska vapen - om bristerna i den svenska vapenkontrollen (Johan Brånstad och Hannes Råstam), I gravplundrarnas spår - om hur arkeologiska rariteter smugglats till Sverige (Johan Brånstad och Hannes Råstam), Värstingvården (om vården av ungdomar vid s.k. §12-hem Linda Kakuli och Fredrik Undevik.
Den välbekanta vinjetten lånades in från låten Relalalaxa av hiphopgruppen JustD.
Programmet och större delen av redaktionen kom 2000 att uppgå i Uppdrag granskning tillsammans med redaktionerna för Norra Magasinet och Reportrarna.